# Љиља Бела
Љиљана Молдовановић (Београд, 1. март или 16. март 1974), позната као Љиља Бела, српска је певачица народне музике. Њена хит-песма је Осветница.

## Биографија
У родном граду Београду завршила је основну и средњу школу. У основној школи је наступала на приредбама, а 1990. године у бечком клубу „Јединство”; после две године је добила професионални ангажман у кафани у Бечу. Година 1990-их наступала је у Бечу и другим европским градовима.
У септембру 1999. године отпочела је припрема првог албума: са Стевом Симеуновићем и Гораном Ратковићем Ралетом као продуцентима. Тако је снимљена песма Ђидо, као и песма Сине мој и данашњи хит Осветница по којем је Љиља Бела нарочито препознатљива. Први албум певачице Љиље Беле издала је Гранд продукција године 2002. Певачица је већ била популарна 2000. представљањем песама у Гранду.
Убрзо је објављен други албум певачице Љиље Беле, 2003. године под насловом Парфем и опет у издању Гранда. Тада је сарађивала и са Пеђом Меденицом и (аранжман) Енџијем Маврићем. Више слушане песме са овог албума су насловна песма, Благослов, Мој крај, Вараш ме вараш...
Од 2004. до 2009. године није била професионално активна; године 2009. је наставила каријеру објавивши два сингла: Геније и Зашто глумиш лудило. Од 2009. до 2014. поново је паузирала каријеру те 2014. у Гранд продукцији објавила два сингла: Жене разведене и Тајне.

## Дискографија
Студијски албуми
| №  | Год.  | Албум  | Песме |
| -- | ----- | ------ | --- |
| 01 | 2002. | Ђидо   | 1. Ђидо 2. Сине мој 3. Осветница 4. Од када нема те 5. Како сутра да те зовем 6. Ја ћу у кафани лумповати 7. Суђено нам било није 8. Дај учини мили Боже |
| 02 | 2003. | Парфем | 1. Парфем 2. Мој крај 3. Сунце с неба 4. Лош мушкарац 5. Вараш ме вараш 6. Благослов 7. Ничија до зоре 8. Тешко је без тебе 9. Жена која пати            |

Синглови
- 2009: Геније[3]
- 2009: Зашто глумиш лудило[3]
- 2014: Жене разведене[2][3]
- 2014: Тајне[2][3]